# Höstlyckospindel
Höstlyckospindel (Meioneta mollis) är en spindelart som först beskrevs av O. Pickard-Cambridge 1871.  Höstlyckospindel ingår i släktet Meioneta och familjen täckvävarspindlar. Arten är reproducerande i Sverige. Inga underarter finns listade i Catalogue of Life.